# سینماتک بولونیا

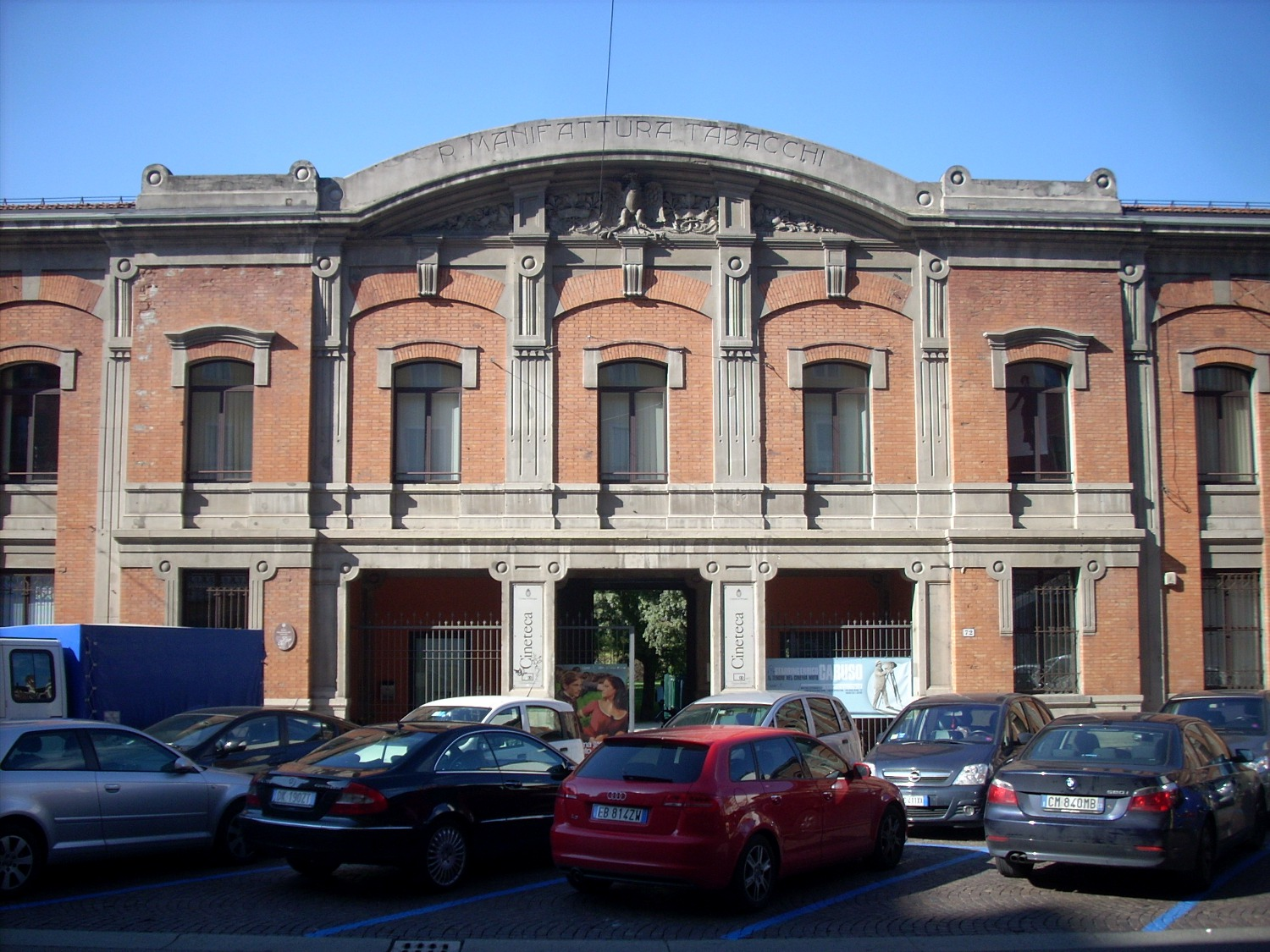
نمایی از ساختمان سینماتک بولونیا آرشیو در ایتالیا - ۲۰۱۰

سینماتک بولونیا (ایتالیایی: Cineteca di Bologna) یک بایگانی فیلم در کشور ایتالیا و در شهر بولونیا است که در ۱۸ مه ۱۹۶۲ تأسیس شد. این بایگانی از سال ۱۹۸۹، عضو فدراسیون بین‌المللی بایگانی فیلم (FIAF) است و از بدو تأسیس تاکنون عضوی از انجمن صنفی سینمایی اروپا (ACE) بوده‌است. از مارس ۲۰۱۴، رئیس آن Marco Bellocchio کارگردان ایتالیایی فیلم و مدیر آن جیان لوکا فارینلی است.
از جمله نمایش‌ها و جشنواره‌های مختلف برگزار شده توسط سینماتک بولونیا می‌توان به موارد زیر اشاره نمود:
- سینما ریترواتو جشنواره ای سینمایی است که به کشف مجدد فیلم‌های کمیاب و نه چندان شناخته شده اختصاص دارد و علاقهٔ ویژه‌ای به اولین تولیدات سینمایی دارد. این جشنواره از سال ۱۹۸۶ برگزار می‌شود و مجموعه ای ارزشمند از فیلم‌های نادر یا آثاری که گم شده تلقی شده، بازیابی شده از بایگانی‌های تاریخی بسیاری از کشورها و حتی گاهی فیلم‌های مرمت شده را ارائه می‌دهد. این جشنواره، فیلم‌ها را در مکان‌های گوناگونی از جمله مکان‌های تاریخی بولونیا نمایش می‌دهد.